# Androcymbium cedarbergense
Androcymbium cedarbergense är en tidlöseväxtart som beskrevs av U.Müll.-doblies och Al. Androcymbium cedarbergense ingår i släktet Androcymbium och familjen tidlöseväxter. Inga underarter finns listade i Catalogue of Life.